# Taniec Słońca

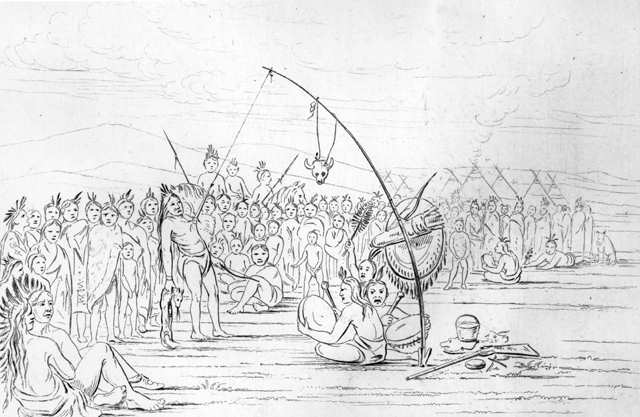
Taniec Słońca

Taniec słońca (ang.: Sun Dance) – charakterystyczna dla Indian Prerii uroczystość religijna i inicjacyjna, gromadząca corocznie (zwykle w połowie lata) w jednym miejscu całe plemię.

## Zasięg
Około dwudziestu plemion prerii dokonywało tego obrzędu, a nie spotykano go tylko u Paunisów, Wichita i Omahowie oraz u kilku południowych plemion Dakotów. Szczególnie dużą wagę do obrzędów Tańca Słońca przywiązywali Dakotowie, Szejeni i Arapahowie.

## Przebieg
Cała uroczystość obejmowała czterodniowe przygotowania i cztery dni tańców ku czci Słońca. Uroczystości towarzyszyły uczty, modlitwy i pieśni cierpienia, a sam Taniec Słońca stanowił punkt kulminacyjny, podczas którego młodzieńcy byli poddawani próbom męstwa połączonym z torturami. Wielu Indian uczestniczyło w obrzędach Tańca Słońca dla wypełnienia ślubowań złożonych w zamian za pomoc otrzymaną od sił nadnaturalnych. Podczas tańców, doprowadzających nieraz do stanów ekstazy, tancerze czasem doznawali wizji.

## Technika okaleczania
Młodzi chłopcy byli przygotowywani do obrzędu kilkudniowym postem i bezsennością. Sam obrzęd miał najczęściej miejsce w centralnie umieszczonym tipi. Chłopcom na piersiach i plecach nacinano mięśnie pod którymi przewlekano kołki i na rzemiennych sznurach ciała podciągano w taki sposób, by nie dotykały ziemi. Celem zwiększenia bólu do kołków dowiązywano tarcze, strzały i łuki. Torturowane osoby wisiały tak długo, póki mięśnie nie pękły lub nie utracili przytomności. Ekstazę u niektórych śledzących widowisko osobników wywoływały okrzyki bólu połączone z monotonnymi modlitwami do tzw. Ducha-Słońca. Modlono się m.in. o przetrwanie ciężkiej próby. Po opadnięciu lub utracie przytomności następował moment symbolicznej śmierci. Torturowanego odczepiano. Pełzał on potem dookoła tipi w kierunku ołtarza, gdzie na czaszce bizona siedział kapłan. Chłopiec podawał mu lewy mały palec u ręki, który ów kapłan odcinał toporkiem. Miała to być ofiara dla sił nadprzyrodzonych. Ostatnim elementem obrzędu była forma wyścigu - dwóch silnych mężczyzn ciągnęło torturowanego po ziemi, dopóki nie zerwały się ostatnie włókna mięśniowe i nie odpadły przyczepione doń przedmioty.

## Zakaz
Ze względu na tortury i wizje, rząd USA w 1904 r. zakazał odprawiania Tańca Słońca i zakaz ten został zniesiony dopiero w 1935.